# Devyne Rensch
Devyne Fabian Jairo Rensch (* 18. Januar 2003 in Lelystad) ist ein niederländischer Fußballspieler surinamischer Abstammung. Der Innenverteidiger ist niederländischer Nationalspieler.

## Karriere

### Verein
Der in Lelystad geborene Rensch begann seine fußballerische Ausbildung bei der lokalen VV Unicum, bevor er im Jahr 2016 mit 13 Jahren in die Jugendakademie von Ajax Amsterdam wechselte. Dort wuchs er zu einem talentierten Innenverteidiger heran und zum Ende der Saison 2018/19 sammelte er erste Erfahrungen in der U19-Mannschaft. In der nächsten Spielzeit 2019/20 entwickelte er sich in dieser Altersklasse zur Stammkraft und nahm mit dieser auch an der UEFA Youth League teil.
Zur nächsten Saison 2020/21 wurde er in den Kader der Reservemannschaft Jong Ajax befördert, welche ihren Spielbetrieb in der zweithöchsten niederländischen Spielklasse bestreitet. Am 18. September 2020 (4. Spieltag) bestritt er beim 3:0-Auswärtssieg gegen die Go Ahead Eagles sein Debüt im Erwachsenenbereich, wich dabei aber auf die Position des rechten Außenverteidigers aus. In den nächsten Ligaspielen stand er stets in der Startformation. Sein erstes Ligator erzielte er am 23. Oktober (9. Spieltag) beim 5:1-Heimsieg gegen die MVV Maastricht. Am 19. November 2020 wurde er vereinsintern zum Talent des Jahres ausgezeichnet, eine Auszeichnung die vor ihm bereits Wesley Sneijder, Christian Eriksen oder Matthijs de Ligt erhielten. Acht Tage später (10. Spieltag) wurde er mit seinem ersten Einsatz in der Eredivisie belohnt, als er beim 5:0-Auswärtssieg gegen den FC Emmen in der 72. Spielminute für Noussair Mazraoui eingewechselt wurde. Im Januar 2025 wechselte Rensch zur AS Rom in die italienische Serie A.

### Nationalmannschaft
Mit der niederländischen U17-Nationalmannschaft gewann der aus Suriname stammende Rensch die U17-Europameisterschaft 2019 in Irland. Beim Turnier bestritt er alle sechs Partien der Oranje. Zum Jahresende war er mit der U17 bei der U17-Weltmeisterschaft 2019 in Brasilien im Einsatz und erreichte mit der Mannschaft den vierten Platz. Mit der U21-Nationalmannschaft nahm er jeweils an den U21-Europameisterschaften 2021 und 2023 teil.
Im September 2021 berief ihn Nationaltrainer Louis van Gaal erstmals in den Kader der niederländischen A-Nationalmannschaft, in der er bei einem WM-Qualifikationsspiel gegen die Türkei daraufhin sein Debüt feierte. Bis September 2022 gehörte er noch bei vier weiteren Spielen dem Mannschaftskader an, ohne jedoch zu einem weiteren Einsatz zu kommen.

## Erfolge
Niederlande U17
- U17-Europameister: 2019

Ajax Amsterdam
- Niederländischer Meister: 2021, 2022
- KNVB-Pokalsieger: 2021